# Smartphone
En smartphone, smarttelefon eller smartmobil er en mobiltelefon med et mobilt styresystem. En smartphone kombinerer typisk egenskaber fra en mobiltelefon med egenskaber fra andre mobile computere. Som ved en mobiltelefon er der mulighed for at foretage og modtage telefonopkald, skrive og modtage SMS og MMS. Som ved andre mobile computere er der kalender,medieafspiller, GPS-navigationsenhed og kamera. Smartphones har internetadgang og kan køre mobilapplikationer. Skærmen er næsten altid en berøringsfølsom skærm, som giver brugeren adgang til at benytte et virtuelt tastatur, hvor der kan skrives tal og bogstaver samt trykkes på ikoner.
Med en smartmobil kan man gå på nettet, læse, sende og redigere e-mails, man kan arbejde med tekstbehandling, regneark, præsentationsprogram, osv.
En moderne smartphone kan multitasking, det vil sige køre flere apps (programmer) på samme tid.
En smartphone kan opnå internetadgang via mobilt bredbånd eller Wi-Fi.

## Styresystem til smartphone
Et styresystem er grundlæggende software, det mobile styresystem i en smartmobil bruges til at styre alle smartmobilens egenskaber. De mest kendte styresystemer til smartphones er:
- Android (Google)
- iOS (Apple)
- Windows Phone (Microsoft)
- BlackBerry OS (tidligere RIM — Research in Motion) (BlackBerry)
- Bada (Samsung Electronics)
- Nokia OS (NOS) / Symbian OS (Nokia) / (HMD Global)
- Maemo (Nokia)
- MeeGo (Linux Foundation)

## Historie

### Oprindelse
Den første (intelligente touch) telefon blev lanceret som et koncept i 1992. Den hed Simon og var fremstillet af IBM. Den intelligente telefon skilte sig ud, da den havde nye funktioner i forhold til datidens mobiltelefon. Den havde en kalender, adressebog, verdensur, regnemaskine, e-mail og spil. Den intelligente telefon blev produceret af BellSouth til befolkningen i 1993, blot et år efter dens lancering.  Den havde ingen knapper, hvilket er blevet karakteristisk for smartphones, den havde berøringsfølsom skærm i stedet for det klassiske tastatur. Simon, havde erstattet det normale tastatur med et indbygget tastatur, hvor kunden skulle bruge fingre til valg af bogstaverne.
Hvis man sammenligner IBMs telefon med nutidens smartphones ville ”Simon” blive anset som ufuldstændig, da den ikke havde noget kamera, hvilket er anset som standard i dag. På trods at dette var Simon en meget avanceret mobiltelefon for sin tid.
I 1996 præsenterede Nokia den første mobil med PDA funktionalitet, som hed Nokia 9000. Produktet var et resultat af et samarbejde mellem Hewlett-Packard og Nokia. Telefonen var en blanding af Hewlett-Packards tidligere succesfulde PDA kombineret med Nokias mest sælgende telefon på daværende tidspunkt. Nokia 9210 var den første model med farveskærm. Den må anses som den første, rigtige intelligente telefon, da den havde et åbent styresystem. Efter denne model kom der flere fra Nokia, såsom Nokia 9500, som var den første Nokia telefon med kamera, og modellerne 9300 og E90. Disse modeller hørte under modelserien Communicator.
I år 2000 udgav Ericsson sin R380, hvilket var den første produktion, som blev introduceret under betegnelsen ”smartphone”. Den havde en berøringsfølsom skærm, som var beskyttet af en klap-funktion. Desuden var det den første mobiltelefon med operativsystemet Symbian OS
Telefonen havde utrolig mange funktioner, såsom et verdensur, spil, software til håndskriftsgenkendelse, indbygget modem og meget mere. En af grundene til, at R380 blev så populær, var dens nye berøringsfølsomme skærm med beskyttelse.
En af de vigtigste udgivelser, som var med til at igangsætte udvikling af nye mobiltelefoner, var BlackBerry i 2002 (produceret af RIM). BlackBerry er ligesom Nokia et godt eksempel på en producent af mobiltelefoner, som gik egne veje, f.eks. med tilhørende pegeredskaber, og dermed valgte en anden vej end den gængse udvikling af intelligente telefoner med trykfølsomme skærme.
Nokia annoncerede i 2010, at firmaet ville ophøre med at bruge Symbian for i stedet at satse 100 procent på Windows Phone.

### iPhone lanceret
I 2007 lancerede Apple den første iPhone med IOS, den lignede en stor ipod men hvor nu kunne ringe og uden apps. Apples produkt viste sig at revolutionere udviklingen i mobilmarkedet. iPhonen var blandt de første intelligente telefoner, som skulle betjenes via en Berøringsfølsom skærm. Den intelligente telefon var stærkt overlegen i forhold til konkurrenterne i ydelse, funktionalitet og brugervenlighed. I 2008 introducerede Apple sin anden generation iPhone, iPhone 3G, der havde lavere pris, og så understøttede den 3G (UMTS). Derefter udviklede Apple den virtuelle butik App Store, på samme tid som Android market, med gratis og betalingsapplikationer. App Store kunne levere applikationer udviklet af en tredjepart direkte ned på en iPhone.

### Android lanceret
I 2003 begyndte udviklingen af styresystemet Android, Android blev købt af Google i 2005 og udgivet i 2008. Android er et åbent system, modsat Apples iOS, udviklet af Google til en gruppe af mobilproducenter, herunder: HTC, Motorola, Samsung og Google selv. Android havde fra start Android marked og mange af de funktoner som sidenhen også Iphones har fået. Den første telefon med Android styresystemet var HTC Dream med integration med Googles applikationer, fx Google Maps, Gmail og webbrowser. Applikationer er tilgængelig via Android Market.
I november 2013 var over 70 % af de solgte smartphones i verdenen med styresystemet Android og størstedelen af dem blev produceret af Samsung.

### Windows Phone lanceret
I 2010 lancerede Microsoft mobiloperativsystemet Windows Phone. Det havde fra starten en appstore og havde en brugergrænseflade med "levende fliser" ligesom det kendes fra tablet og pc operativsystemet Windows 8 (som først blevet udgivet i 2012). Der er siden blevet lavet mobiltelefoner med Windows Phone af bl.a. HTC, Huawei, Nokia og Samsung, men Nokia har lavet størstedelen af telefonerne.

### Alternative styresystemer
Det sidste års tid er der kommet flere alternative styresystemer til smartphones. Det drejer sig blandt andet om Linux-varianten Ubuntu, Jolla Sailfish, der er den videreudvikling af Nokias NOS, og Mozilla.org's Firefox OS.

## Applikationsudbydere
Der findes mange forskellige udbydere af applikationer. Det afhænger af, hvilket operativsystem den pågældende telefon kører. Tabellen giver dig et overblik over mængde af applikationer for, hver udbyder. Datoen er den dag man har registeret mængden af applikationer.
| Udbydere                       | Tilgængelige apps | Dato           |
| ------------------------------ | ----------------- | -------------- |
| App Store                      | 1.000.000+        | Oktober 2013   |
| Google Play                    | 675.000+          | September 2012 |
| BlackBerry                     | 105.000+          | September 2012 |
| Ovi Store (Nokia)              | 116.000+          | December 2011  |
| Windows Marketplace For Mobile | 240.000+          | Januar 2014    |
| Palm App Catalog               | 3.900+            | Juli 28-2010   |

## Producenter af smartphones
Vurderet ud fra markedsandele (flest leverede enheder) i 2015 så er de største producenter af smartphones ifølge markedsanalyseselskabet IDC:
| Producent           | Markedsandel (mio.) | Markedsandel i % |
| ------------------- | ------------------- | ---------------- |
| Samsung Electronics | 324,8               | 22,7 %           |
| Apple Inc.          | 231,5               | 16,2 %           |
| Huawei              | 106,6               | 7,4 %            |
| Lenovo              | 74,0                | 5,2 %            |
| Xiaomi              | 70,8                | 4,9 %            |
| Øvrige              | 625,2               | 43,6 %           |
| Total               | 1.432,9             | 100 %            |